# Dozymetr

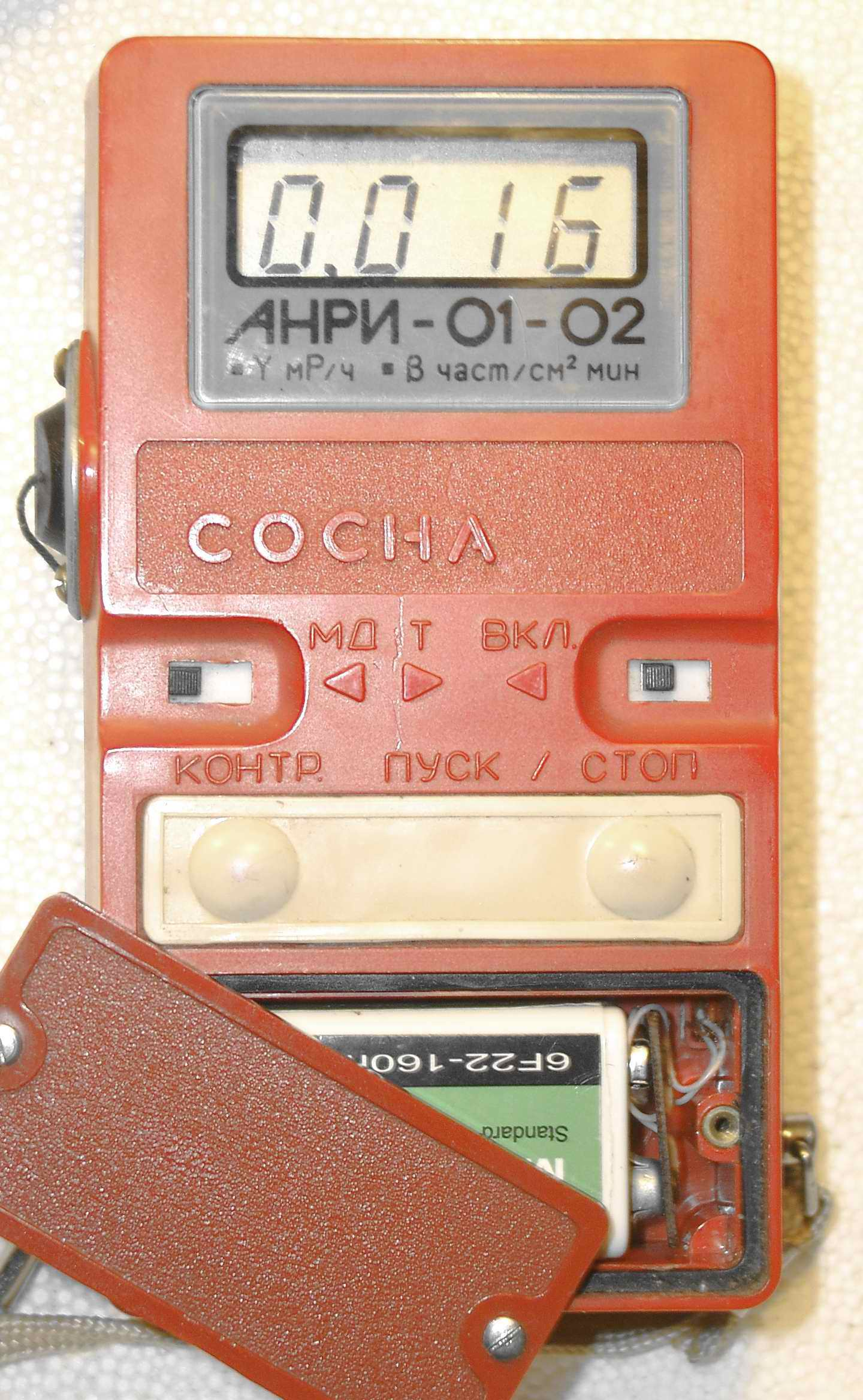
Dozymetr Sosna – widok z przodu

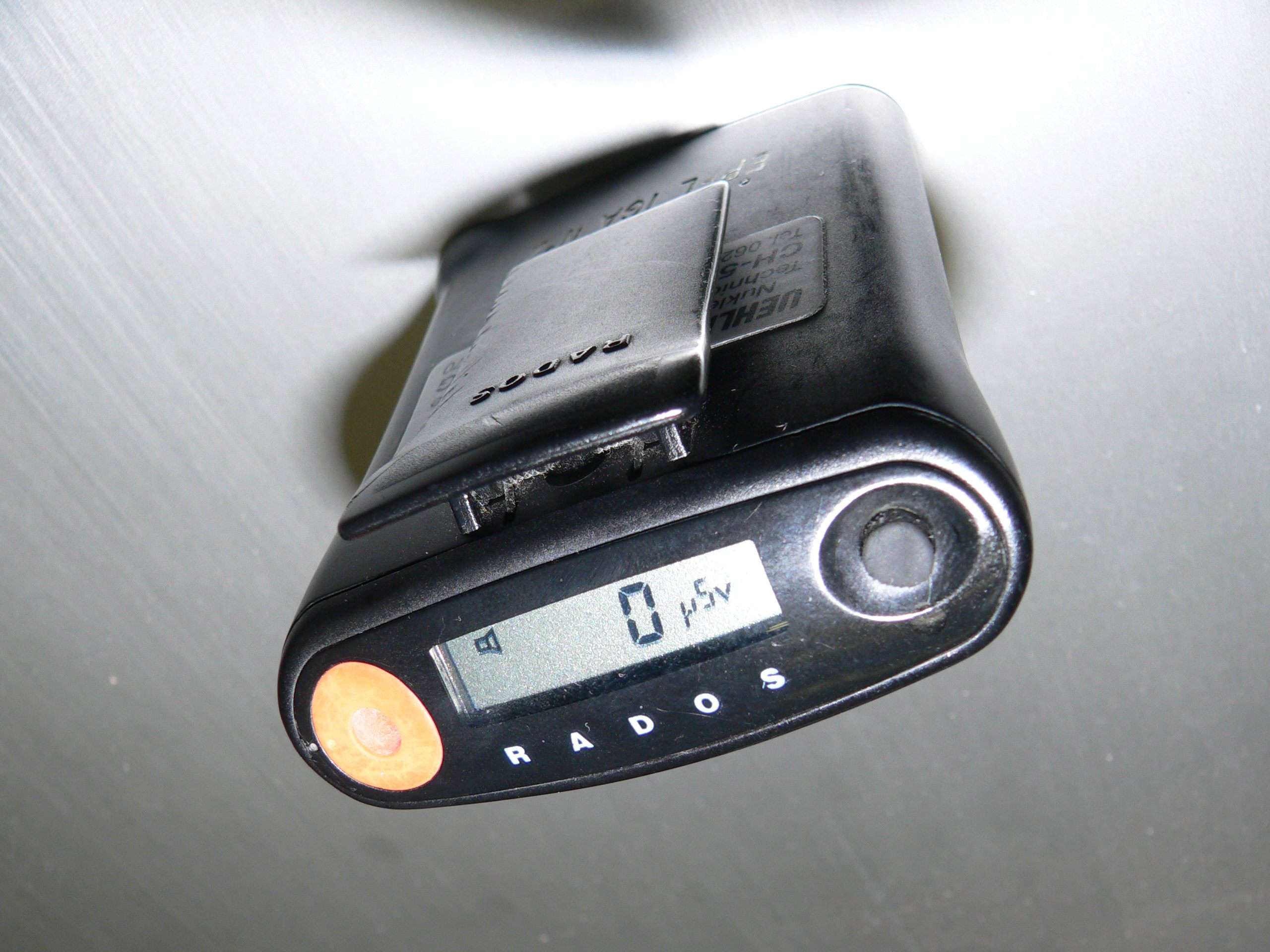
Dozymetr Rados RAD-50, oparty na detektorze półprzewodnikowym – na diodzie krzemowej

Dozymetr (dawkomierz) – przyrząd do pomiaru dawki promieniowania jonizującego lub aktywności promieniotwórczej preparatów  i określenia jego natężenia lub dawki.
Dozymetr mierzący dawkę pochłoniętą przez pojedynczą osobę nazywa się dozymetrem indywidualnym.
Dozymetr służy do wyznaczana dawek promieniowania związanych z emisją cząstek alfa, cząstek beta oraz promieniowania gamma. Niektóre dozymetry są również wrażliwe na promieniowanie rentgenowskie lub promieniowanie neutronowe.

## Rodzaje dozymetrów

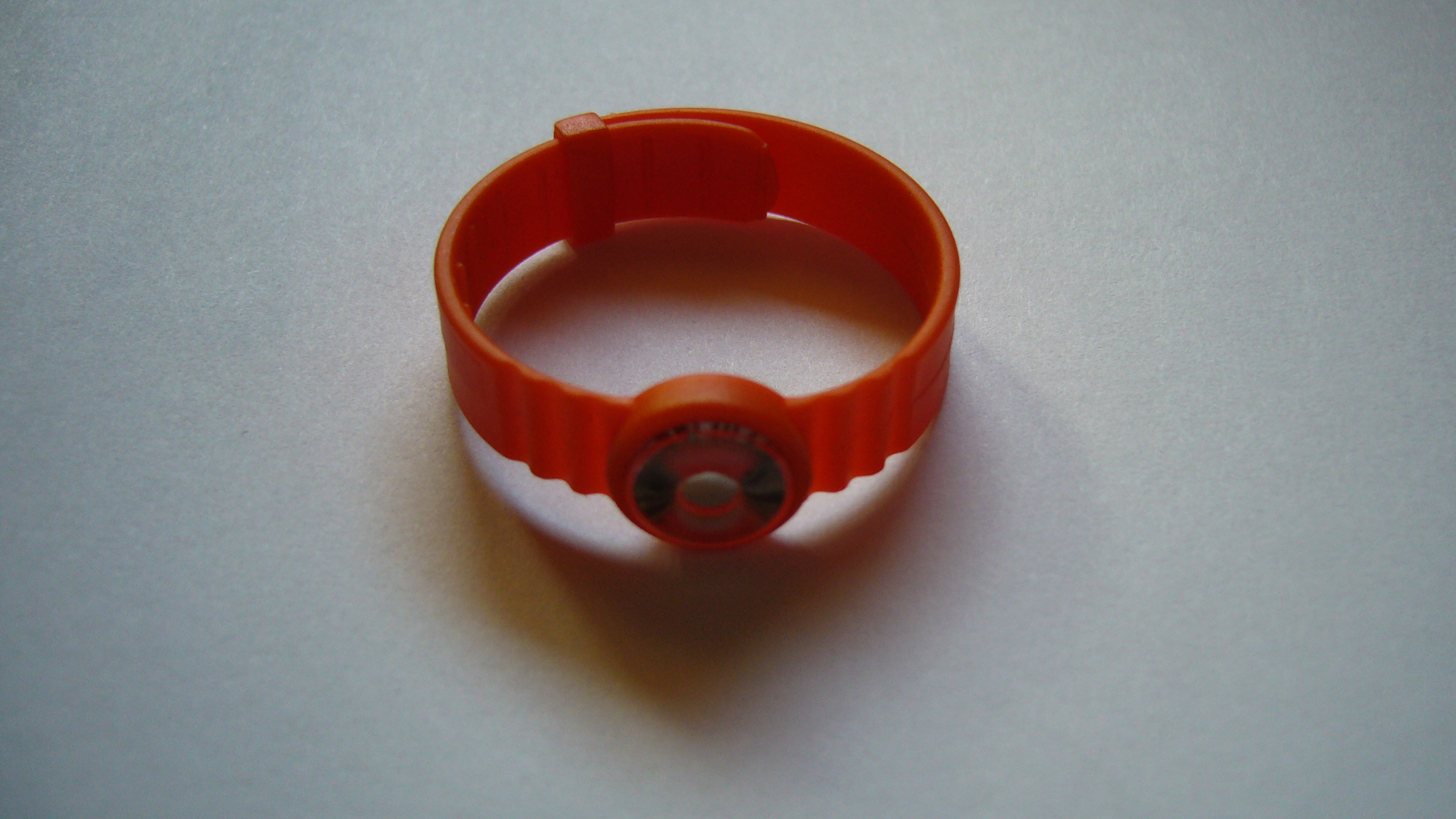
Naręczny dozymetr TLD

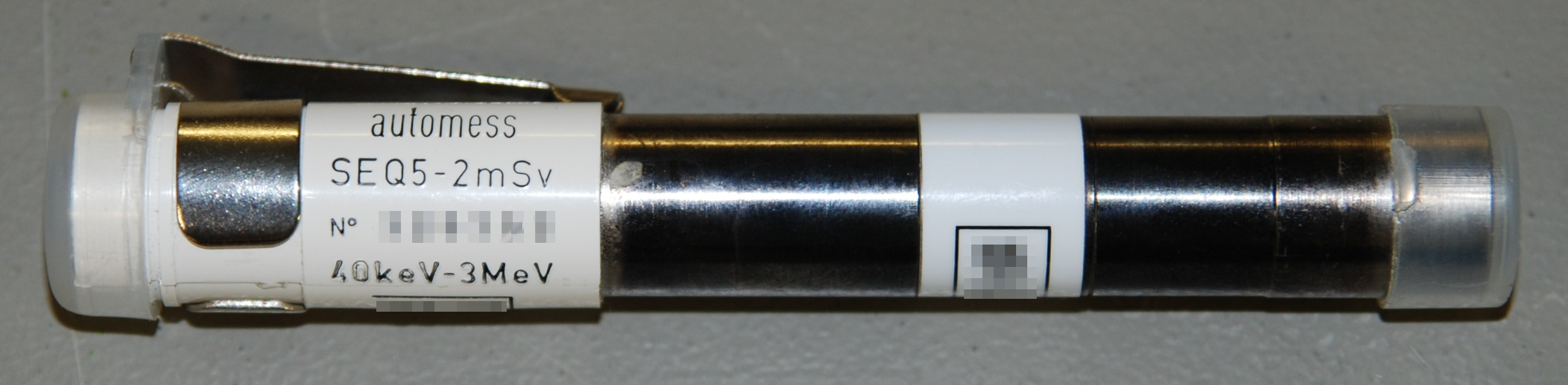
Osobisty dozymetr bezpośredniego odczytu, działający jako komora jonizacyjna

- licznik Geigera-Müllera – dozymetry tego typu zliczają (całkują) pomiar w czasie, umożliwiając bezpośredni odczyt dawki promieniowania.
- komora jonizacyjna – w osobistych dozymetrach bezpośredniego odczytu,
- dozymetr półprzewodnikowy – oparte na diodach półprzewodnikowych lub tranzystorach polowych MOSFET,
- dozymetr chemiczny
  - dozymetr barwnikowy – np. dozymetr żelazawo-żelazowy (Frickego) działający przez utlenianie jonów Fe2+ do Fe3+ w zakwaszonym roztworze wodnym zawierającym rozpuszczony tlen. Dozymetr ten może służyć do wyznaczania dawek od 40 do 400 Gy,
  - dozymetr alaninowy – oparty na alaninie, która po wzbudzeniu tworzy rodnik, do odczytu stosowana jest aparatura do spektroskopii elektronowego rezonansu paramagnetycznego EPR,
- dozymetr fotometryczny – wykorzystuje film fotograficzny (emulsja jądrowa) rejestrującą skumulowaną dawkę promieniowania,
- dozymetry luminescencyjne
- dozymetr radiofotoluminescencyjny, RFL – wykorzystujący zjawisko radiofotoluminescencji związków fosforu (szkła fosforowego domieszkowanego srebrem, borem lub litem). Odczyt dokonuje się poprzez naświetlenie dozymetru promieniowaniem ultrafioletowym. Odczyty można powtarzać wielokrotnie.
- dozymetr termoluminescencyjny, TLD – oparty na zjawisku termoluminescencji we fluorkach litowców i berylowców, głównie we fluorku wapnia CaF2 i fluorku litu domieszkowanym magnezem i tytanem LiF:Mg, Ti (MTS-N), lub miedzią i fosforem LiF:Mg, Cu, P (MCP-N). Ze względu na niewielką cenę, łatwość użycia oraz możliwość wielokrotnego wykorzystania dozymetry termoluminescencyjne coraz częściej zastępują dozymetry fotograficzne,
- dozymetr elektretowy – wykorzystuje efekt elektretowy do pomiaru promieniowania alfa, beta i gamma

## Przykłady przyrządów dozymetrycznych

### Sygnalizator EKO-I
Wykrywa promieniowanie rentgenowskie, gamma i beta. Jest stosowany do wykrywania mocy dawki promieniowania, przez służby policyjne, ochronę radiogeologiczną, straż pożarną i graniczną.

### Sygnalizator RS-70
Wskazuje w przybliżeniu moc dawki promieniowania przez sygnalizację świetlną lub akustyczną, jeśli dawka przekracza określone progi skażenia, tzn. 0,5, 5 lub 30 R/h. Jeżeli przełącznik jest ustawiony na próg 0,5 R/h i daje sygnał o promieniowaniu, należy go przestawić na 5 R/h. Jeśli sygnał ustanie, to moc dawki niewiele przekraczała wartość podaną; jeśli częstotliwość sygnałów rośnie i przechodzi w sygnał ciągły – dawka rośnie.

### Rentgenoradiometr DP-75
Przeznaczony jest do wykrywania skażenia różnych powierzchni ciałami beta-promieniotwórczymi, wykrywania i pomiaru mocy dawki promieniowania gamma oraz ładowania i kalibracji dozymetrów DKP-50. Rentgenoradiometr umożliwia pomiar mocy dawki promieniowania gamma od 0,05 mR/h do 500 R/h w siedmiu podzakresach. W jego skład wchodzą: pulpit pomiarowy, sonda z detektorami promieniowania i wzmacniaczem impulsów połączona z pulpitem przewodem wielożyłowym długości 1,5 m., futerał, dwuczęściowa przedłużka sondy (obie części są połączone łańcuszkiem), komplet słuchawkowy, klucz (do otwierania gniazda baterii), śrubokręt, jednorazowe pokrowce na sondę, gumki do mocowania pokrowców.

### Dawkomierz DP-70
Dawkomierz chemiczny DP-70 M używany jest z kolorymetrem PK-56.
Składa się z blaszanej obudowy oraz znajdującego się wewnątrz przyrządu głównego: okular, pryzmat (obraz rozszczepia się na 2 obrazy), różnokolorowy filtr, okienko pomiarowe, dezymetr chemiczny DP-70
W działaniu dawkomierza DP-70 M wykorzystano zjawisko zabarwiania się roztworu zawartego w szklanej, zasklepionej ampułce. Czas zabarwiania się roztworu wskaźnikowego wynosi od 40 do 60 minut. W tym czasie roztwór wskaźnikowy zmienia zabarwienie na bardziej lub mniej nasycone odcienie różu. Otrzymaną barwę porównuje się z kompletem barwnych filtrów, umieszczonych na dysku kolorymetru. Pozwala to odczytać wartość liczbową dawki w okienku pomiarowym przedniej ścianki kadłuba kolorymetru. Zarówno dawkomierz, jak i kolorymetr mogą działać w temperaturze od -20 °C do +50 °C. Za pomocą tego dawkomierza można mierzyć następujące dawki promieniowania gamma: 50, 75, 100, 150, 200, 250, 300, 450, 600 i 800 rentgenów przy mocy dawki w terenie od l do 25 000 R/h.

### Dawkomierze DKP-50 i DS-50
Zbudowane są z komory jonizacyjnej. Gaz wypełniający komorę jonizuje się i rozładowuje, wskazując dawkę na skali elektrometru. DS-50 stosuje się do odczytu w pulpicie załadowczo-pomiarowym zestawu kontroli napromieniowania DP-23